# Hrvatin
Hrvatin je priimek v Sloveniji, ki ga je po podatkih Statističnega urada Republike Slovenije na dan 1. januarja 2010 uporabljalo 733 oseb.

## Znani nosilci priimka
- Andrej Hrvatin - "Nimetu", multiinstrumentalist, zvočni umetnik (tolkalist, pihalec ...)
- Asja Hrvatin (*1990), mladinska pisateljica
- Emil Hrvatin (*1964), gledališki režiser in teoretik, konceptualni umetnik (Janez Janša)
- Feruccio Hrvatin (1942-2021), fotograf
- Klara "Kurara" Hrvatin, japonologinja, muzikologinja
- Lana Hrvatin, pevka
- Mauro Hrvatin (*1962), geograf
- Pavel Hrvatin (*194#), jadralec
- Sandra Bašić (-Hrvatin) (*1962), medijska strokovnj./komunikologinja, univ. prof.
- Siniša Hrvatin (*1977), jadralec
- Varja Hrvatin (*1993), kritičarka, dramaturginja, dramatičarka
- Viktor (Hrvatin) Meglič (*1982), igralec